# Pavel Fořt
Pavel Fořt (Pilsen, 26 juni 1983) is een Tsjechische voetballer (aanvaller) die sinds 2013 voor de Slowaakse kampioen Slovan Bratislava uitkomt. Voordien speelde hij voor onder meer Slavia Praag, Toulouse FC en Dynamo Dresden. 

## Erelijst
Slovan Bratislava
- Slowaaks landskampioen

2013, 2014
- Beker van Slowakije

2013